# 莱阳县
莱阳县，中国旧县名。
五代后唐同光元年（923年）改昌阳县置，治所在今山东省莱阳市莱阳城。属莱州。宋、金、元因之。明、清属登州府。中華民國統治中國大陸時期，在抗日战争与第二次国共内战期间曾先后析置莱西、莱东、莱西南、五龙等县。1987年撤销，改设莱阳市。